# Paradictyoarthrinium diffractum
Paradictyoarthrinium diffractum är en svampart som beskrevs av Matsush. 1996. Paradictyoarthrinium diffractum ingår i släktet Paradictyoarthrinium, divisionen sporsäcksvampar och riket svampar.   Inga underarter finns listade i Catalogue of Life.